# Santia spicata
Santia spicata là một loài chân đều trong họ Santiidae. Loài này được Kensley & Schotte miêu tả khoa học năm 2002.